# کوچیتی (نیومکزیکو)
کوچیتی (به انگلیسی: Cochiti) یک منطقهٔ مسکونی در ایالات متحده آمریکا است که در شهرستان سندووال، نیومکزیکو واقع شده‌است. کوچیتی ۳٫۱ کیلومتر مربع مساحت و ۵۲۸ نفر جمعیت دارد و ۱٬۶۰۸ متر بالاتر از سطح دریا واقع شده‌است.